# Liste des sites classés et inscrits du Rhône
Cet article recense les sites classés et inscrits dans le Rhône (département et métropole de Lyon), en France.

## Liste

### Sites classés
La liste suivante recense les sites classés du Rhône.
| Site                                                                              | Communes | Date              | Superficie (ha) | Notes | Coordonnées                 | Photo |
| --------------------------------------------------------------------------------- | --- | ----------------- | --------------- | --- | --------------------------- | ----- |
| Val de Saône                                                                      | Belleville-en-Beaujolais, Saint-Georges-de-Reneins, Taponas (Ain : Fareins, Genouilleux, Guéreins, Lurcy, Messimy-sur-Saône, Montmerle-sur-Saône) | 10 mars 2005      | 1 260           | Le site s'étend également sur cinq communes de l'Ain. Il concerne 14 km du cours de la Saône entre Genouilleux et Taponas, et Belleville-en-Beaujolais. | 46° 04′ 34″ N, 4° 45′ 25″ E |       |
| Site de la roche de Solutré, de la roche de Vergisson et du mont de Pouilly (ceb) | Cenves (Saône-et-Loire : Chasselas, Solutré-Pouilly, Vergisson)                                                                                   | 22 décembre 2017  | 1 457,7         | Le site s'étend principalement sur trois communes de Saône-et-Loire. Il s'agit également d'un Grand Site de France. Quelques petites parties du site ne sont pas classées, mais simplement inscrites. | 46° 17′ 42″ N, 4° 42′ 36″ E |       |
| Vallons de l'ouest lyonnais                                                       | Charbonnières-les-Bains, Dardilly, Écully, Marcy-l'Étoile, La Tour-de-Salvagny                                                                    | 25 septembre 2020 | 619,2           | Le site comprend les vallons de petits affluents de la Saône (Grande Rivière, ruisseaux de la Beffe, des Mouchettes, des Planches, de Serre), à la limite de l'agglomération lyonnaise. | 45° 47′ 46″ N, 4° 44′ 42″ E |       |
| Île Barbe                                                                         | Lyon | 24 avril 1937     | 4,56            | Le classement concerne la totalité de l'île ; le site est situé à l'intérieur du site inscrit du centre historique de Lyon, plus vaste. | 45° 47′ 53″ N, 4° 50′ 03″ E |       |
| Sol de la place Bellecour                                                         | Lyon | 21 février 1941   | 5,23            | Le classement concerne le sol et les arbres de la place, incluant la statue équestre de Louix XIV et les deux pavillons au sud. Le site est situé à l'intérieur du site inscrit du centre historique de Lyon, plus vaste. Par ailleurs, de nombreux édifices bordant la place sont protégés au titre des monuments historiques. | 45° 45′ 28″ N, 4° 49′ 55″ E |       |
| Croix Rampau et table d'orientation voisine                                       | Poleymieux-au-Mont-d'Or | 12 mai 1941       | 0,27            | | 45° 52′ 03″ N, 4° 48′ 05″ E |       |
| Éperon nord du mont Verdun                                                        | Poleymieux-au-Mont-d'Or | 28 décembre 1912  | 38,79           | | 45° 51′ 18″ N, 4° 46′ 48″ E |       |
| Place du monument à Ampère                                                        | Poleymieux-au-Mont-d'Or | 12 mai 1941       | 0,11            | La statue d'André-Marie Ampère, œuvre d'André Vermare, est inaugurée en 1909. Elle est adossée au mur de soutènement et domine la route (plutôt que la place) qui rejoint le bourg de Poleymieux | 45° 51′ 19″ N, 4° 47′ 59″ E |       |
| Bourg de Riverie                                                                  | Riverie | 15 novembre 1945  | 0,45            | Le site classé ne concerne qu'une partie du chemin de ronde des anciens remparts, ainsi que des parcelles des jardins de l'ancienne cure (sur lesquelles ont été construites des maisons dans les années 1970-80. Le site classé est inscrit dans un site inscrit plus vaste, qui recouvre la totalité du bourg.                | 45° 36′ 02″ N, 4° 35′ 24″ E |       |
| Arbre de la liberté à Saint-Romain-au-Mont-d'Or                                   | Saint-Romain-au-Mont-d'Or | 11 janvier 1932   | 0,01            | Il s'agit d'un peuplier d'Italie, planté en 1848 sur la place devant l'église Saint-Romain. | 45° 50′ 14″ N, 4° 49′ 23″ E |       |
| Vieux village de Ternand                                                          | Ternand | 8 mai 1946        | 0,3             | Le classement ne concerne que cinq parcelles (dont l'église et la place de l'ancienne mairie). Le reste du village et ses abords sont couverts par un site inscrit. | 45° 56′ 39″ N, 4° 31′ 45″ E |       |
| Chapelle Saint-Hippolyte et les arbres qui l'entourent                            | Theizé | 7 mai 1928        | 0,04            | | 45° 56′ 01″ N, 4° 38′ 20″ E |       |
| Cours de l'Yzeron, ses deux cascades et ses rives                                 | Yzeron | 21 avril 1936     | 1,07            | Le classement concerne le cours de l'Yzeron sur près de 400 m, ainsi qu'une bande de terrain de 10 m de large sur chacune des rives. | 45° 42′ 35″ N, 4° 35′ 32″ E |       |
| Terrains autour de l'église d'Yzeron                                              | Yzeron | 15 avril 1936     | 0,05            | Le classement concerne les terrains autour de l'église, mais pas celle-ci. Les terrains en contrebas de l'église forment un site inscrit. | 45° 42′ 31″ N, 4° 35′ 29″ E |       |

### Sites inscrits

#### Sites actuels
La liste suivante recense les sites inscrits du Rhône.
| Site                                                          | Communes                                                  | Date              | Notes | Coordonnées                 | Photo |
| ------------------------------------------------------------- | --------------------------------------------------------- | ----------------- | --- | --------------------------- | ----- |
| Centre historique de Lyon                                     | Caluire-et-Cuire, Lyon, La Mulatière, Sainte-Foy-lès-Lyon | 10 octobre 1979   | L'inscription va bien au-delà du site historique de Lyon, inscrit au patrimoine mondial (Vieux Lyon, Fourvière et une partie de la Presqu'île) : il s'étend sur la Saône au nord jusqu'à Caluire-et-Cuire et au sud jusqu'au confluent avec le Rhône, et dans Lyon s'étire jusqu'au parc de la Tête-d'Or. | 45° 46′ 23″ N, 4° 50′ 02″ E |       |
| Église, tilleuls, ferme, vieux bourg de Chambost-Allières     | Chambost-Allières                                         | 18 novembre 1954  | | 46° 01′ 02″ N, 4° 30′ 57″ E |       |
| Vieux village de Chamelet                                     | Chamelet                                                  | 1er février 1954  | | 45° 58′ 59″ N, 4° 30′ 36″ E |       |
| Abords des aqueducs romains du Plat-de-l'Air                  | Chaponost                                                 | 22 novembre 1938  | Vestiges de l'aqueduc du Gier sur le site du Plat-de-l'Air : 72 arches jusqu'au réservoir de chasse et rampant du siphon de l’Yzeron. | 45° 43′ 17″ N, 4° 45′ 41″ E |       |
| Vallon de Serres                                              | Charbonnières-les-Bains, Écully                           | 3 août 1977       | L'inscription complète le classement des vallons de l'ouest lyonnais, avec quelques parcelles situés de part et d'autre du vallon du ruisseau des Planches. | 45° 46′ 34″ N, 4° 45′ 29″ E |       |
| Place publique, château et église de Charnay                  | Charnay                                                   | 18 septembre 1973 | | 45° 53′ 28″ N, 4° 40′ 05″ E |       |
| Terrains en contrebas des fortifications de Chazay-d'Azergues | Chazay-d'Azergues                                         | 8 juillet 1935    | | 45° 52′ 28″ N, 4° 42′ 55″ E |       |
| Île Roy sur la Saône                                          | Collonges-au-Mont-d'Or, Fontaines-sur-Saône               | 4 février 1939    | | 45° 49′ 22″ N, 4° 51′ 22″ E |       |
| Plage de Collonges                                            | Collonges-au-Mont-d'Or, Fontaines-sur-Saône               | 21 octobre 1943   | |                             |       |
| Château de Jarnioux et son parc                               | Jarnioux                                                  | 7 octobre 1946    | Le château est partiellement inscrit aux monuments historiques depuis 1966 | 45° 57′ 48″ N, 4° 37′ 33″ E |       |
| Château de la Roche et ses abords                             | Jullié                                                    | 2 mai 1946        | Le château est partiellement inscrit aux monuments historiques depuis 1947 | 46° 14′ 33″ N, 4° 40′ 13″ E |       |
| Château de Bionnay et son parc                                | Lacenas                                                   | 10 mai 1961       | | 45° 59′ 25″ N, 4° 39′ 10″ E |       |
| Château de Varax (en) et son parc                             | Marcilly-d'Azergues                                       | 25 novembre 1974  | Le château est inscrit aux monuments historiques depuis 2012 |                             |       |
| Vieux village de Montagny (partie nord)                       | Montagny                                                  | 11 septembre 1950 | L'inscription recouvre le quart nord du bourg, y compris l'église Saint-Sulpice. | 45° 37′ 44″ N, 4° 44′ 50″ E |       |
| Sommet du mont Brouilly                                       | Odenas, Saint-Lager                                       | 30 juillet 1935   | La protection ne concerne que le sommet du mont, dans un cercle de 100 m de rayon autour de la chapelle Notre-Dame-aux-Raisins. | 46° 06′ 27″ N, 4° 39′ 18″ E |       |
| Croix de Monthoux                                             | Poleymieux-au-Mont-d'Or, Saint-Cyr-au-Mont-d'Or           | 1er octobre 1934  | La croix est située près du sommet du mont Thou. | 45° 50′ 37″ N, 4° 48′ 01″ E |       |
| Col des Écharmeaux et ses abords                              | Poule-les-Écharmeaux                                      | 13 novembre 1954  | | 46° 09′ 43″ N, 4° 26′ 29″ E |       |
| Gorges du Sornin et terrains avoisinants                      | Propières                                                 | 12 juin 1933      | | 46° 12′ 23″ N, 4° 28′ 24″ E |       |
| Île de Beyne et rive avoisinante sur la Saône                 | Quincieux                                                 | 20 avril 1935     | | 45° 54′ 33″ N, 4° 48′ 28″ E |       |
| Terrasse du château                                           | Riverie                                                   | 3 septembre 1932  | |                             |       |
| Bourg de Riverie                                              | Riverie                                                   | 15 novembre 1945  | | 45° 36′ 00″ N, 4° 35′ 18″ E |       |
| Paysage au sud du bourg de Riverie                            | Riverie                                                   | 25 novembre 1945  | | 45° 35′ 58″ N, 4° 35′ 14″ E |       |
| Panorama de la côte sud du bourg de Saint-Cyr-au-Mont-d'Or    | Saint-Cyr-au-Mont-d'Or                                    | 7 mai 1934        | | 45° 48′ 48″ N, 4° 49′ 04″ E |       |
| Domaine de Fromente                                           | Saint-Didier-au-Mont-d'Or                                 | 6 décembre 1999   | | 45° 48′ 20″ N, 4° 47′ 42″ E |       |
| Ruines de l'église et maisons du hameau de Rochefort          | Saint-Martin-en-Haut                                      | 12 septembre 1945 | | 45° 40′ 07″ N, 4° 34′ 24″ E |       |
| Château du Péage et ses abords                                | Savigny                                                   | 2 mai 1946        | Le château est partiellement inscrit aux monuments historiques depuis 1997. | 45° 50′ 18″ N, 4° 33′ 58″ E |       |
| Vieux village de Ternand                                      | Ternand                                                   | 10 avril 1946     | L'inscription comprend tous les éléments du bourg qui ne sont pas classés. | 45° 56′ 38″ N, 4° 31′ 47″ E |       |
| Vieux village d'Oingt                                         | Val d'Oingt                                               | 22 janvier 1947   | | 45° 56′ 52″ N, 4° 34′ 56″ E |       |
| Terrains en contrebas de l'église d'Yzeron                    | Yzeron                                                    | 23 mai 1938       | | 45° 42′ 31″ N, 4° 35′ 37″ E |       |

#### Anciens sites
Deux sites du Rhône, précédemment inscrits, ont été radiés en 2022 :
- Ternay : village et château de La Porte (requalifié en périmètre d'abord de monument historique)
- Villefranche-sur-Saône : centre-ville (requalifié en site patrimonial remarquable)